# Colegio del Uruguay
El Colegio del Uruguay (actual Colegio Superior del Uruguay «Justo José de Urquiza») es una institución educativa argentina, creada por el general Justo José de Urquiza el 28 de julio de 1849. Fue el primero en el país de carácter laico y gratuito. 
Se encuentra ubicado en la ciudad de Concepción del Uruguay, departamento Uruguay, provincia de Entre Ríos, Argentina.
El «Colegio del Uruguay» posee un histórico edificio habilitado en 1851. En 1942 fue declarado «Monumento Histórico Nacional». En 1999 en ocasión de su 150.º aniversario, se reformó habilitando el Museo Histórico del Colegio.
Su primer director fue Lorenzo Jordana.

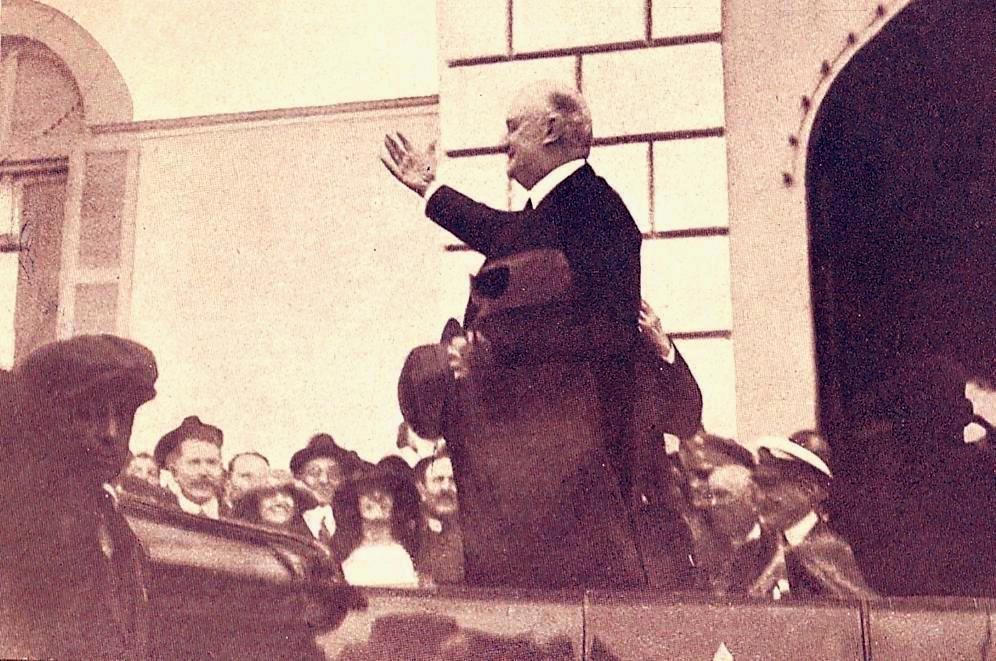
El presidente Marcelo T. de Alvear en el Colegio, foto de 1923.

## Prohombres egresados
- Julio Argentino Roca, presidente de la Nación;
- Victorino de la Plaza, presidente de la Nación;
- Arturo Frondizi, presidente de la Nación;
- Juan Bautista Egusquiza, presidente del Paraguay;
- Benigno Ferreira, presidente del Paraguay;
- Valentín Vergara, gobernador de Buenos Aires;
- Santiago Baibiene, gobernador de Corrientes;
- Felipe A. Texier, gobernador de Entre Ríos;
- Miguel M. Nougués, gobernador de Tucumán;
- Tiburcio Benegas, gobernador de Mendoza;
- Lucas Córdoba, gobernador de Tucumán;
- José Benjamín de la Vega, gobernador de La Rioja;
- Carlos Federico Abente, médico y poeta
- Juan Hortensio Quijano, vicepresidente de la Nación;
- Francisco Beiró, vicepresidente electo de la Nación;
- Antonio Sagarna, ministro de la Suprema Corte de Justicia;
- Onésimo Leguizamón, ministro;
- Isaac Chavarría, ministro;
- Wenceslao Pacheco, ministro;
- Osvaldo Magnasco, ministro;
- Olegario Víctor Andrade, escritor;
- Eduardo Wilde, escritor;
- Martín Coronado, escritor;
- Fray Mocho, escritor;
- Lucilo del Castillo, médico;
- Humberto Schinder"tito", médico;
- Eleodoro Damianovich, primer director general de la Sanidad Militar
- Juan José Nágera, geólogo;
- Arturo Sampay, constitucionalista.
- Teresa Ratto, Segunda mujer médica de Argentina
- Domingo Liotta, médico cardiocirujano
- Angélica Beatriz Martínez, escritora
- Jorge Damianovich, camarista nombrado por Domingo F. Sarmiento
- Roberto Luis María Godoy, médico, abogado y primer decano del Cuerpo Médico Forense de la ciudad de Buenos Aires elegido democráticamente.
- Carlos Alberto Harvey, Abogado, Juez-Presidente del Superior Tribunal de Justicia de la Provincia del Chaco, candidato a gobernador del Chaco en las elecciones de 1973 por el partido Nueva Fuerza.

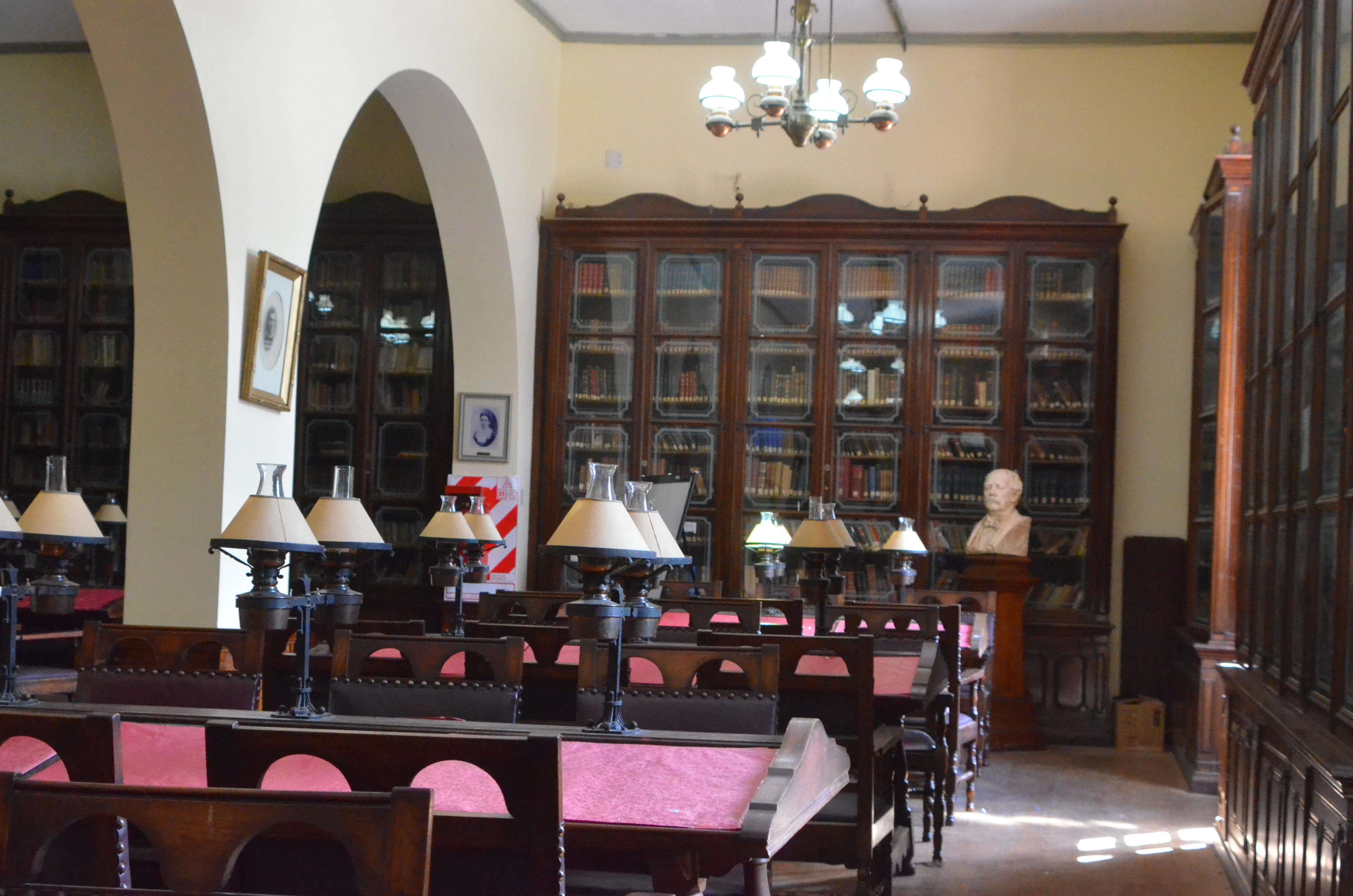
Biblioteca del Colegio.

- Chaves Andrés Exequiel, abogado.

## Rectores
- Lorenzo Jordana (1849-1851)
- Manuel María Erausquin (1851-1854)
- Dr. Alberto Larroque (1854-1864)
- Dr. Juan Domingo Vico (1864-1867)
- Eugenio Mauguin (1867)
- Samuel Storrow Higginson (1867-1870)
- Dr. Agustín Mariano Alió (1871-1874)
- Guillermo Seekamp (1874-1875)
- Clodomiro Quiroga (1875-1880)
- Dr. Honorio Leguizamón (1880-1888)
- Dr. Carlos Jurado (1888-1892)
- José Benjamín Zubiaur (1892-1899)
- Enrique de Vedia (1899-1902)
- Prof. Dermidio Carreño (1902-1910)
- Dr. Eduardo Tibiletti (1910-1920)
- Dr. José Haedo (1921-1938)
- Prof. Lucio José Macedo (1938-1940)
- Dr. Luis E. Grianta (1940-1948)
- Dr. Felipe A. Texier (1948-1952)
- Dr. Rodolfo Luis Scelzi (1952-1955)
- Dr. Ernesto A. Maxit (1955-1962)
- Félix Omar Carulla (1962-1973)
- Prof. Miguel A. Gregori (1973-1977)
- Prof. Aracely Miriam Re Latorre (1978-1979)
- Prof. Eduardo Julio Giqueaux (1979-2011)
- Mgter. Celia Teresa D'Angelo (2011 - 2014)
- Prof. Claudia Musco (2014)
- Prof. María Del Carmen Petrone (2015 - 2018)
- Prof. Ramón Cieri (2019 - 2024)
- Prof. Adriana Gras (2024 - Actualidad). [2]